# Moc špatné!
Moc špatné! (anglicky "Too Bad!") je vědeckofantastická povídka spisovatele Isaaca Asimova. Poprvé vyšla v roce 1989 v časopise The Microverse. Česky vyšla ve sbírce Vize robotů (1994).

## Postavy
- Gregory Arnfeld – hlavní návrhář robota MIK-27
- Tertia Arnfeldová – manželka Gregoryho
- MIK-27 „Mike“ – specializovaný mikrorobot pro lékařské účely, je schopný zmenšení
- Louis Secondo – robotechnik
- slečna Ruthová – novinářka
- Johannes – robotechnik

## Děj
Hlavní návrhář specializovaného mikrorobota MIK-27 „Mika“ určeného pro boj s rakovinou Gregory Arnfeld jej hodlá otestovat na sobě poté, co sám onemocní touto vážnou chorobou. „Mike“ je schopen zmenšení na mikroskopickou velikost a pomocí laseru zlikvidovat v těle pacienta rakovinné buňky. Jeho žena Tertia má o něj pochopitelné obavy, navíc existuje nepatrné riziko, že se robot spontánně zvětší, neboť miniaturizace nemá daleko od kvantové mechaniky, která pracuje s Heisenbergovým principem neurčitosti. Gregory si je však jist, že tato varianta je zanedbatelná a věří v naprosté vyléčení.
Během operace, která trvá několik hodin odejde Tertia z pozorovací místnosti a požádá o sedativa, aby si mohla odpočinout. Když se pak vzbudí, Johannes jí poví radostnou zprávu, její manžel je naprosto vyléčen. Je tady však jedna věc, bude lepší, když mu ji oznámí ona. Tertia jde navštívit svého zotavujícího se muže a ten se jí zeptá, kde je Mike. Tertia váhá, než mu odpoví, že se s Mikem už neuvidí. Robot se rozhodl minimalizovat riziko při deminiaturizaci a sám sebe raději zničil, než aby ohrozil zdraví pana Arnfelda. Arnfeld je zoufalý, z jeho pohledu záleželo mnohem více na novém úspěšném robotovi než na svém životě.